# بلایند چانل
بلیند چانل (به انگلیسی: Blind Channel) گروه موسیقی فنلاندی است.
آن‌ها نماینده فنلاند در یوروویژن ۲۰۲۱ هستند.